# Андрей Власов
Андрей Андреевич Власов е съветски генерал, възглавил по време на Втората световна война антисъветска и прогерманска руска армия.
Андрей Власов е роден в Ломакино край Нижни Новгород на 1 септември 1901 г.
В началото на Втората световна война взима участие в Киевската операция като командващ Тридесет и седма армия, която попада в обкръжение, но той успява да избегне пленяване. От 1942 г. е с чин генерал-лейтенант от Червената армия и взема участие в битката за Москва. Възложено му е командването на Втора ударна съветска армия на Ленинградския фронт. По-късно армията му е разбита от немците и той попада в плен.
Вече в германски плен Власов организира съпротивително движение срещу Сталинска Русия. Това движение е известно като Руска освободителна армия или съкратено РОА.
В началото на май 1945 г. Власов скъсва отношенията си с Третия райх. Приблизително по същото време части на власовата армия се включват в т.нар. Пражко въстание срещу германската окупация на Чехия. Самият Власов се предава на американските части, но на 12 май 1945 г. по време на автомобилно пътуване е арестуван от съветски войски.
Съден на закрит за обществеността процес, Власов е осъден на смърт и обесен на 1 или 2 август 1946 г.
Политическата програма на ген. Власов се разкрива най-пълно от т.нар. Пражки манифест от 14 ноември 1944 г. Желанието на генерала е свалянето на болшевизма, но не и възстановяване на царизма. Отказва включването в политическата си програма на антисемитизма.